# Victor Saracini
Victor Joseph Saracini, ameriški pilot * 29. avgust 1950 Atlantic City, ZDA † 11. september 2001, Let 175 United Airlines, World Trade Center, New York, ZDA. 
Saracini je bil pilot letala United 175, ki so ga teroristi ugrabili in zapeljali v Južni stolp World Trade Centra v okviru napadov 11. septembra 2001.

## Biografija
Victor Saracini se je rodil 29. avgusta 1950 v mestu Atlantic City, kjer je tudi odraščal. Obiskoval je lokalne gimnazije in srednjo šolo Atlantic City, pozneje pa se je vpisal še na tehniško-rudarsko šolo v Novi Mehiki, kjer je leta 1975 opravil diplomo iz biologije. Po opravljeni diplomi je Saracini kot korporacijski pilot delal pri podjetju Johnson & Johnson v Trentonu in bil kapitan pri nekdanjih podjetjih Penn Commuter in Wings Airways, oba v Pensilvaniji. Leta 1976 je prejel naziv Wings of Flight Officer Wings v Pensacoli v zvezni državi Florida. Od leta 1980 je Saracini služil v pomorskem rezervatu v Willow Groveu do razrešitve kot poročnik leta 1985. V tem času se je tudi pridružil letalski družbi United Airlines in pri letalskem podjetju kot pilot opravljal z letali družbe.
Poročil se je z Ellen in imel z njo hčerko in sina. V prostem času se je rad ukvarjal z igranjem kitare, čolnarjenjem, vožnjo motorja in kuhanjem.

### Napadi 11. septembra
Zgodaj zjutraj 11. septembra 2001 je Saracini prispel na letališče Boston's Logan. Ob 8:14 je Victor z letalom Let 175 United Airlines, na katerem je bilo 56 ljudi, vzletel in letališča, s ciljem v Los Angelesu. Malo po 8:30 uri je Saracini dobil obvestilo iz kontrolnega centra v Bostonskem letališču, če kje vidijo sosednjo letalo American 11, ki je bil takrat že ugrabljen in je imel izklopljen radio ter ga prosili, da naj poskusi vzpostaviti stik z letalom. Victor je vzposatvil stik z letalom iz slišal nek čuden zvok, vendar je bil kmalu zatem stik izklopljen. O tem je poročal kontrolnem centru na Bostonskem letališču in izjavil, da so že kmalu po odhodu iz letališča slišali sumljiv zvok: "Slišalo se je kot da bi nekdo prijel v roke mikrofon in rekel, vsi ostanite na svojih sedežih."
Saracinija in njegovega kopilota Michaela Horrocksa so ob 8:42 napadli teroristi Al Kaide, ki so vdrli v njuno pilotsko kabino, kmalu potem, ko je Victor poročal na letališče o letu 11. Teroristi so zabodli oba pilota in ju vrgli iz kabine ter prevzeli nadzor nad letalom. Pozneje so teroristi letalo United 175 zaplejali v Južni stolp World Trade Centra kot del terorističnih napadov tega dne, pri tem pa je umrlo vseh 56 ljudi na krovu.

## Zapuščina
Saracinijevo ime je napisano na spominski plošči v nacionalnem parku 11. septembra.